# Maxayn Lewis
Maxayn Lewis (Tulsa, ? –) amerikai soul-énekesnő, dalszerző.

## Pályafutása
Lewis elsősorban háttérénekesnő. Pályafutását az 1960-as években kezdte születési nevén (Paulette Parker), Ike & Tina Turner Revue-ben. Az 1970-es években Lewis a Maxayn együttesben énekelt akkori férjével, Andre Lewisszal. Úgy emlegették, mint Aretha Franklin és Roberta Flack keverékét. Vokálozott többek között a The Gap Banddel, Donna Summerrel, Ray Charlesnak, Céline Dionnak, Johnny „Guitar” Watsonnal, Bonnie Raittal, a Simple Mindsszel, a Duran Durannal, Smokey Robinsonnal, Ricky Martinnal és Britney Spearsnek.

## Vokalista
- 1972: High Voltage – High Voltage
- 1973: D. J. Rogers – D. J. Rogers (album)
- 1975: Bonnie Raitt – Home Plate (album)
- 1976: Steve Marriott – Marriott (album)
- 1976: Sammy Hagar – Nine on a Ten Scale
- 1977: Bonnie Raitt – Sweet Forgiveness
- 1977: Van Morrison – A Period of Transition
- 1978: Tina Turner – Rough (album)
- 1978: Grease: The Original Soundtrack from the Motion Picture
- 1979: Billy Preston – Late at Night (Billy Preston album)
- 1979: Rufus (band)
- 1979: Bonnie Raitt – The Glow (Bonnie Raitt album)
- 1979: Lowell George – Thanks, I'll Eat It Here
- 1980: The Gap Band III
- 1981: Rosanne Cash– Seven Year Ache
- 1982: Rosanne Cash – Somewhere in the Stars
- 1982: The Gap Band IV
- 1983: The Gap Band – Gap Band V: Jammin'
- 1984: Bobby Bland – You've Got Me Loving You
- 1985: Morris Day – Color Of Success
- 1987: Smokey Robinson – One Heartbeat
- 1987: Donna Summer– (Donna Summer album)
- 1987: Morris Day – [[Daydreaming (Morris Day album)
- 1987: Tower of Power – Power (Tower of Power album)
- 1988: Brenda Russell – Get Here (album)
- 1990: Gino Vannelli – Inconsolable Man
- 1992: Rita Coolidge – Love Lessons
- 1993: B.B. King – Blues Summit
- 1993: Ray Charles – My World
- 1994: Johnny "Guitar" Watson – Bow Wow
- 1994: Kathy Troccoli – Kathy Troccoli (album)
- 1995: Duran Duran – Thank You (Duran Duran album)
- 1995: Simple Minds – Good News from the Next World
- 1995: Ricky Martin – A Medio Vivir (album)
- 1996: Celine Dion – Falling into You
- 1997: Boney James – Sweet Thing (album)
- 1999: The Gap Band – Y2K: Funkin' Till 2000 Comz
- 2000: Namie Amuro – Genius 2000
- 2000: The Doobie Brothers – Sibling Rivalry (The Doobie Brothers album)
- 2000: Namie Amuro – Break the Rules (album)
- 2001: Rollins Band – Nice (Rollins Band album)
- 2001: Britney Spears – Britney (album)
- 2002: Les McCann – Pump It Up
- 2004: Tift Merritt – Tambourine (album)
- 2005: Tift Merritt – Stray Paper
- 2007: Jerry Lee Lewis – Last Man Standing Live
- 2007: Ai (singer) – Don't Stop Ai
- 2011: Jude Johnstone – Quiet Girl
- 2015: Ben Haenow – Ben Haenow (album)
- 2018: Jay-Bee & The Ultratone All-Stars – Life ain't got no shortcuts
- 2019: Coco Montoya – Coming In Hot

## Lemezek
- Maxayn (1972)
- Mindful (1973)
- Bail Out for Fun! (1974)

## Filmek
- Maxayn Lewis az IMDb-n